# Lucy Davis (équitation)
Pour les articles homonymes, voir Lucy Davis et Davis.
Lucy Davis est une cavalière américaine née le 22 octobre 1992 à Los Angeles. Elle a remporté avec Kent Farrington, Beezie Madden et McLain Ward, en montant le cheval Barron, la médaille d'argent du saut d'obstacles par équipes aux Jeux olympiques d'été de 2016 à Rio de Janeiro.

## Palmarès

### Jeux olympiques
- 2016, Rio de Janeiro,  Brésil
  -  Médaille d'Argent,  Saut d'obstacle par équipes avec Barron

### Championnat du Monde
- 2014, Normandie,  France
  -  Médaille de Bronze, aux Jeux équestres mondiaux  Saut d'obstacle par équipes sur Barron avec 16,72 points